# Andries van der Sloot
Andries van der Sloot (Schalsum, 14 maart 1883 – Leeuwarden, 30 september 1955) was een Nederlandse kunstschilder, etser en tekenaar.

## Leven
Van der Sloot werd geboren als zoon van een kleine boer. Hij was niet geschikt voor het boerenbedrijf. Op jonge leeftijd bleek hij wel aanleg te hebben voor tekenen. Na de lagere school ging hij daarom in de leer bij de verversbaas in zijn geboortedorp, Ouwe Hemkes (de vader van kunstschilder Johannes Hemkes). Hij leerde hier de fijne kneepjes van het vak en bracht het tot ontwerper-decorateur bij schildersbedrijf Wits in Leeuwarden. Het aanbrengen van plafondschilderingen in huizen was zijn specialiteit. Inmiddels was hij getrouwd met Trijntje Hoekstra. Toen hij zich solidair toonde met stakende maten, werd hij door Wits ontslagen.
Een moeilijke tijd brak aan. Een poging om een eigen schildersbedrijf op te zetten had weinig succes. Van der Sloot dacht vervolgens met de exploitatie van een cinematograaf alle tijd voor de schilderkunst te kunnen scheppen. Hij trok met zijn filmapparatuur langs dorpen om overdag te kunnen schilderen, maar het werk als cinematograaf vergde te veel van hem. Enige tijd werkte hij op het atelier van Hendrik Hengeveld in Amersfoort, maar hij keerde in 1914 naar Schalsum terug omdat de mobilisatie werd afgekondigd. Hij hielp mee met het boerenwerk van zijn vader, maar werd in de herfst getroffen door tuberculose. Vier maanden werd hij verpleegd in het Volkssanatorium van Hellendoorn.
Hij kwam vervolgens in contact met Johan Henrik Beucker Andreae, directeur van de Algemene Friesche Levensverzekeringsmaatschappij. Beucker Andreae was onder de indruk van zijn schilderkunst en groeide uit tot zijn mecenas. Met enkele schilderijen van Van der Sloot reisde hij naar Den Haag, naar de Academie van Beeldende Kunsten. Zijn mecenas zorgde ervoor, mede door een aanbeveling van Ids Wiersma, dat Van der Sloot toelatingsexamen mocht gaan doen. Van der Sloot was 34 toen hij toegelaten werd tot de hoogste klas voor schilders, de modelklas, waar hij vanaf 1917 les kreeg van kunstschilder Frits Jansen.
Toen hij eind 1920 terugkeerde naar Friesland, gaf Beucker Andreae hem gedurende enkele jaren een atelierruimte ter beschikking in het Burmaniahuis in Leeuwarden, waar de verzekeringsmaatschappij zetelde. De belangstelling voor schilderijen was niet groot in Friesland, daarom ging hij zich toeleggen op etsen.
In 1922 overleed zijn dochter Johanna op 19-jarige leeftijd, ze leed aan tuberculose. Pas in 1923 kreeg Van der Sloot zijn eerste, grote opdracht: een schouwstuk voor een van de stijlkamers in het Princessehof in Leeuwarden. 
De verkoop van zijn etsen liep goed, totdat bekend werd dat Van der Sloot lid was geworden van de SDAP. Hij maakte spotprenten, maar ook verkiezingsaffiches en reclamemateriaal voor de politieke partij, evenals praalwagens voor de Dag van de Arbeid. Klanten aan wie hij zijn werk moest slijten, waardeerden zijn politieke keuze niet.
Na de Tweede Wereldoorlog ontwierp hij decors en kostuums voor diverse toneelstukken, zoals voor Simson van Fedde Schurer. Hij maakte daarnaast illustraties voor het jeugdboek Tusken sé en lân (1949) van Hein Faber. 
Hij overleed na een langdurig ziekbed in zijn woning en atelier in Leeuwarden. Andries van der Sloot bereikte de leeftijd van 72 jaar.

## Werk
Friesland bood hem gedurende zijn leven voldoende thematiek voor zijn werk. Hij schilderde talloze landschappen, stads- en dorpsgezichten, interieurs, stillevens en portretten. Zijn werk werd betiteld als ‘impressionisme met een romantisch accent’. Uit zijn werk spreekt melancholie die soms uitgroeit tot zwaarmoedigheid. ‘Schilderen is bidden’ is een bekende uitspraak van hem. En: ‘Vooral altijd naar de natuur schilderen’.
Van der Sloot wordt ‘de schilder van het Friese landschap’ genoemd. Volgens de Leeuwarder Courant behoorde hij, samen met Ids Wiersma en Johannes Elsinga, tot ‘de Grote Drie van de Friese schilderkunst’.
Hij bewonderde schilders als Constant Permeke en Hendrik Chabot en onderhield contacten met schilders van De Ploeg.
De kunstschilder liet zich op een bepaald moment Anders van der Sloot noemen.
Werken van Van der Sloot bevinden zich in de collecties van het Fries Museum in Leeuwarden, Museum Martena in Franeker, het Fries Scheepvaart Museum in Sneek en het Fries Landbouwmuseum in Leeuwarden. 
Bouke van der Sloot was zijn zoon en werd eveneens kunstschilder, hij leerde de kunst van het schilderen van zijn vader.

## Nagedachtenis
Bart Temme schreef in 2023 het boek In het verdwijnpunt beweegt iets, een mengeling van roman, documentaire en (auto)biografie, waarin het leven van Andries van der Sloot een rol speelt.
- Biografisch Portaal: 20443841
- International Standard Name Identifier: 0000 0000 6975 053X
- Nederlandse Thesaurus van Auteursnamen: 073168319
- RKD-Nederlands Instituut voor Kunstgeschiedenis: 73097
- Union List of Artist Names: 500102113
- Virtual International Authority File: 96438922
- WorldCat: E39PBJjHcmgw3WdC3844yyWdQq